# 授袍儀式
授袍儀式（英語：White coat ceremony（WCC））是近年來醫學教育相關學校開始舉行的的一種儀式，儀式上會由師長幫每位學生披上白袍，象徵醫學教育相關的學生結束實習課程，正式踏入專業醫療領域。在某些學校（如預科學校），其學生在第一年就於臨床實習中正式接觸病人，這類學校會於學生入學的第一年舉辦授袍儀式。

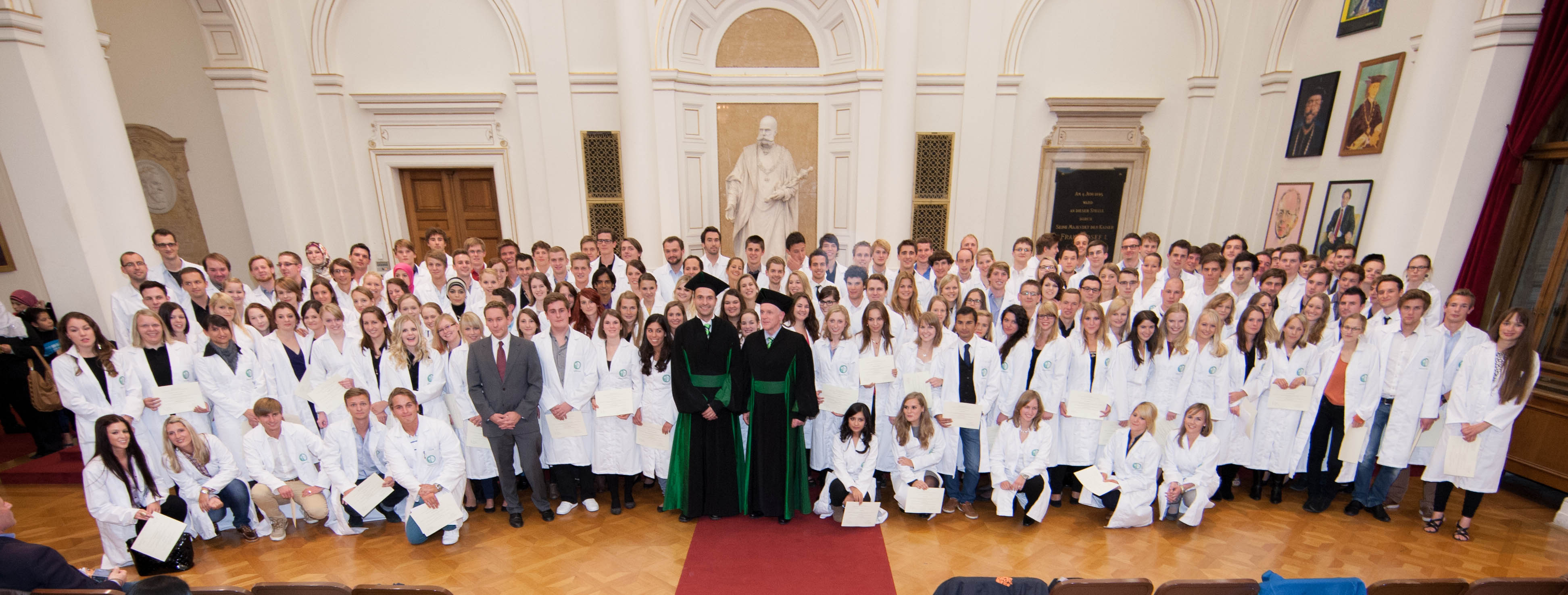
格拉茲醫學院2012年授袍儀式